# Днепровское оледенение
Днепро́вское оледене́ние (днепровская ледниковая эпоха, вологодское оледенение) — предполагаемое оледенение Восточно-Европейской равнины, покрывавшее её часть в среднем неоплейстоцене 300–250 тысяч лет назад (MIS (ИКС) 8).

## Границы и периодизация
В плейстоцене на Восточно-Европейской равнине существовало два центра оледенения. Самый крупный находился на территории современной Скандинавии, а другой охватывал Полярный Урал и Новую Землю.
До 1980-х годов считалось, что ледник в среднем плейстоцене покрывал значительную часть Восточно-Европейской равнины, по некоторым гипотезам — вплоть до поворота Дона на запад в нижнем течении. Впоследствии было признано, что донской язык относится к более раннему донскому оледенению, а граница днепровского была сдвинута существенно к северу.
С 2010-х годов оледенение в ранней половине среднего неоплейстоцена стало упоминаться реже, поскольку так и не были найдены достоверные ледниковые отложения, датируемые этим временем. В частности, оледенение уже не выделяют на последней карте четвертичных отложений России. Некоторые исследователи ранее выделяют московское оледенение как часть днепровского (либо же наоборот), поскольку достоверно не известно, было ли потепление между ними значительным (ледники исчезли вовсе) или нет.